# Фу Баожун
Фу Баожун (3 червня 1978) — китайська хокеїстка на траві.
Срібна призерка Олімпійських Ігор 2008 року, учасниця 2004, 2012 років.
Переможниця Азійських ігор 2002, 2006, 2010 років, бронзова призерка 1998 року.
Срібна призерка Трофею чемпіонів 2003 року.
Чемпіонка Азії 2009 року.
Срібна призерка Азійського Трофею чемпіонів 2011 року.